# Віктор Штине
Віктор Штине (рум. Victor Stînă; нар. 20 березня 1998, Молдова) — молдовський футболіст, півзахисник клубу грецької Суперліги 2 «Пансерраїкос».

## Клубна кар'єра
На професіональному рівні дебютував за «Зімбру» в Національному дивізіоні 20 травня 2016 року в поєдинку проти «Академії» (Кишинів), в якому вийшов з лави запасних на 77-й хвилині матчу.
21 вересня 2018 року підписав контракт з клубом румунської Ліги I «Астра» (Джуджу).

## Кар'єра в збірній
Виступав за юнацьку (U-19) та молодіжну збірну Молдови.
Під час матчів кваліфікації молодіжного чемпіонату Європи 2021 року він виступав в обох матчах, у яких Молдова здобула історичні домашні перемоги над Уельсом (2:1) і Бельгією (1:0).
Дебютував за національну збірну Молдови 3 червня 2022 року в поєдинку Ліги націй УЄФА проти Ліхтенштейну. 25 вересня 2022 року відзначився своїми першими голами за національну команду, вийшов з лавки запасних і забив в компенсований час 2 м'ячі у переможному (2:0) матчі проти Ліхтенштейну.

### Голи за збірну
| №  | Дата            | Місце                    | Суперник    | Рахунок | Результат | Змагання                  |
| -- | --------------- | ------------------------ | ----------- | ------- | --------- | ------------------------- |
| 1. | 25 вересня 2022 | Зімбру, Кишинів, Молдова | Ліхтенштейн | 1–0     | 2–0       | Ліга націй УЄФА 2022—2023 |
| 2. | 25 вересня 2022 | Зімбру, Кишинів, Молдова | Ліхтенштейн | 2–0     | 2–0       | Ліга націй УЄФА 2022—2023 |

## Особисте життя
Батько, Віктор Штина-старший, колишній футбольний суддя.

## Досягнення
«Сфинтул Георге»
- Кубок Молдови
  -  Володар (1): 2020/21

- Суперкубок Молдови
  -  Володар (1): 2021

«Мілсамі»
- Суперкубок Молдови
  -  Володар (1): 2019